# سكرملي
سكرملي (بالروسية: Сукромли) موقع ريفي في سمينفسكي سلسفويت، الواقعة في مقاطعة سفبدنسكي في كيان أوبلاست أمور الروسي. بلغ عدد سكان المنطقة 130 اعتبارًا من عام 2018. كما تحتوي على شارعين.

## جغرافية المنطقة
تقع القرية على بعد 24 كيلومتر شمال غرب سفوبودني.